# テトラテーナイト
テトラテーナイト（英語: tetrataenite）は、鉄合金（フェロアロイ）の一種で、隕鉄に含まれる鉄とニッケルの合金相である。

## 概要
テトラテーナイトは鉱物学的な名称で、金属学的にはγ’と呼ばれ、結晶学ではL10型鉄ニッケルと呼ばれる。テトラテーナイトは隕鉄特有の鉄ニッケル相で、通常、地上には存在せず、ウィドマンシュテッテン構造において、鉄リッチのα相とニッケルリッチのγ相の境界に層状に偏在しており、鉄とニッケルの構成比はニッケル50%、鉄50%で、それぞれの原子が単原子ごとにくりかえされる規則的な結晶構造を有しており、この結晶の規則性が、硬磁性をつくりだしている。L10型結晶構造により、保磁力と垂直磁気異方性に優れていてレアメタルを含まないため、ハードディスク等の記憶媒体として期待される。隕鉄の結晶構造としては古くから知られていたが、近年、組成・結晶構造・磁区構造の空間分布をナノスケールで直接調査できる光電子顕微鏡のような分析技術の進歩により、特性が磁気記憶素子に適している事が判明した。

## 応用例
磁性体記憶素子やハードディスク等の記憶媒体として期待される。